# Philippi (Città del Capo)
Philippi è una delle township più vaste della città sudafricana di Città del Capo, nella provincia del Capo Occidentale.

## Società
Secondo il censimento del 2011, Philippi conta 200 603 residenti, principalmente appartenenti alla comunità nera (90,33%). I coloured rappresentano invece l'8% degli abitanti mentre i bianchi circa lo 0,33% dei residenti.
La lingua madre dominante degli abitanti del sobborgo è la lingua xhosa (68,69%), seguito dall'afrikaans (7,32%) e dall'inglese (6,16%).